# Caxcanes UAZ
Caxcanes UAZ nombre del equipo de fútbol americano de la Universidad Autónoma de Zacatecas. Esta escuela posee diversos equipos del deporte de las tackleadas en las categorías infantil, junior, juvenil e intermedia, en la Conferencia Atlética del Bajío (CAB), con sede en Campus Universitario Siglo XXI de la Universidad Autónoma de Zacatecas. Todos los equipos de Caxcanes tienen el mismo uniforme y logo.
Los colores oficiales del equipo son azul, blanco y oro. El equipo tiene un sistema de producción de jugadores que permite entrenar a niños desde 6 años de edad, por lo que tiene presencia en todas las categorías de fútbol americano amateur, incluyendo infantiles y juveniles a excepción de liga mayor.
- Datos: Q5759018